# Stadelbach
Stadelbach je naselje v Občini Belšak v Okraju Beljak-dežela na Koroškem v Avstriji.